# Alfred Kähler
Alfred Kähler (* 8. Mai 1900 in Lübeck; † 12. September 1981 in Little Rock, Arkansas) war ein deutscher Wirtschaftswissenschaftler. Er befasste sich mit der Frage, inwieweit der technische Fortschritt die Arbeitslosigkeit fördert und zugleich durch Schaffung neuer Stellen kompensiert. 

## Leben und Wirken
Kähler absolvierte seine Schulzeit in Lübeck. Anschließend übte er den Lehrberuf des Drehers und Schlossers aus. 1924 machte er die Ersatzreifeprüfung und konnte im Wintersemester 1924/25 in Kiel und Berlin das Studium der Staatswissenschaften beginnen. Als ersten akademischen Abschluss erhielt Kähler Ende 1927 an der Kieler Universität das Diplom für Volkswirte. In der entsprechenden Diplomarbeit hatte er sich mit der Lohntheorie von Alfred Weber und den Thesen von Henry Ford zu Löhnen und Kaufkraft befasst. 
Von 1929 bis 1933 leitete er als Nachfolger von Erwin Marquardt die Arbeitervolkshochschule in Harrisleefeld bei Flensburg. Kähler promovierte 1932 in Kiel mit einer Arbeit über die Freisetzung von Arbeitskräften als Folge des technischen Fortschritts. Diese Arbeit galt in methodischer wie theoretischer Hinsicht als Pionierleistung. Sie wurde von dem Soziologen und Nationalökonomen Adolf Löwe betreut, der an der Christian-Albrechts-Universität zu Kiel am Institut für Weltwirtschaft lehrte. In die Forschungsarbeit dieses Instituts war Kähler während seiner Promotion eingebunden.
Löwe, der nach der nationalsozialistischen Machtergreifung nach Großbritannien emigrierte, regte bei Arthur Cecil Pigou für Kähler ein Stipendium an der Universität Cambridge an. Dieses Unterfangen scheiterte allerdings an John Maynard Keynes, der darauf verwies, Kähler könne seinen Lebensunterhalt durch seinen erlernten Beruf bestreiten. 
Kähler emigrierte 1934 in die Vereinigten Staaten. Bis zu seiner Emeritierung lehrte er an der New School for Social Research in New York. Dort hatte Kähler intensiven Kontakt zu einer Reihe von sozialdemokratischen Emigranten etwa im Rahmen der German Labour Delegation. Im Unterschied zu seinen Kollegen des Kieler Instituts für Weltwirtschaft gelang es ihm allerdings nicht, von einem breiten Fachpublikum wahrgenommen zu werden. Die von Nationalsozialismus in Deutschland erzwungene Emigration gilt als Entwurzelung dieses Wissenschaftlers.